# Kanton Maîche
Kanton Maîche (francouzsky Canton de Maîche) je francouzský kanton v departementu Doubs v regionu Franche-Comté. Tvoří ho 27 obcí.

## Obce kantonu
- Battenans-Varin
- Belfays
- Belleherbe
- Les Bréseux
- Cernay-l'Église
- Charmauvillers
- Charmoille
- Charquemont
- Cour-Saint-Maurice
- Damprichard
- Les Écorces
- Ferrières-le-Lac
- Fessevillers
- Fournet-Blancheroche
- Frambouhans
- Goumois
- La Grange
- Maîche
- Mancenans-Lizerne
- Mont-de-Vougney
- Orgeans-Blanchefontaine
- Provenchère
- Thiébouhans
- Trévillers
- Urtière
- Vaucluse
- Vauclusotte